# Rhododendron subsessile
Rhododendron subsessile är en ljungväxtart som beskrevs av Alfred Barton Rendle. Rhododendron subsessile ingår i släktet rododendron, och familjen ljungväxter. Inga underarter finns listade i Catalogue of Life.